# 宋雨亭
宋雨亭（1884年—1951年），名润霖，号甘泉，山东掖县人，中国近代企业家，1927年至1937年任青岛总商会会长、青岛市商会主席，为青岛商会历史中任职时间最长的一任会长。

## 生平

### 早年及在青岛经商前期
1884年，宋雨亭生于山东省莱州府掖县珍珠村（今属山东省莱州市沙河镇）。其父宋绍松务农兼营草帽缏生意。宋雨亭8岁时在家乡读私塾，13岁赴青岛读中学，16岁毕业后在其四叔开办的瑞记商行（1926年改名为通聚福商号）习商，同时学习英语、德语。1903年接任瑞记商行经理，后兼任英商怡和洋行买办。1916年1月，青岛华商商务总会改组为青岛总商会，宋雨亭被选为董事。
1922年，宋雨亭参与创立青岛掖县同乡会，并被推选为会长。1923年5月，中日合资胶澳电气股份公司成立，宋雨亭任董事兼协理。胶澳电气公司成立后不久宋雨亭曾与日方经理就悬挂国旗之事发生争执，宋雨亭认为该公司处于中国领土而只应悬挂中国国旗，不应悬挂日本国旗。1924年5月，时任胶澳商埠督办高恩洪创办私立青岛大学，宋雨亭任校董。1925年，宋雨亭被推选为商务公断处处长。

### 任商会会长时期

青岛市商会会址

1927年，宋雨亭任青岛总商会会长。1929年，青岛总商会改组，宋雨亭为三名主席团委员之一。1931年，青岛总商会改组为青岛市商会，宋雨亭当选主席，并连任至全面抗战爆发。宋雨亭任职时期为青岛市商会的极盛时期，宋雨亭与多方面合作、形成了工商界、银行界、与市政府之间的良性互动，同时在市政府的支持及商界的合作之下致力于扶持华商经济、抵制日本经济势力。
自青岛第一次日占时期始，青岛沿海渔业长期被日商青岛水产组合垄断。为打破此种形势，宋雨亭于1931年5月发动商界集资成立青岛渔业股份有限公司，购进两艘渔轮进行捕捞，年捕鱼量200余吨，1933年拥有10艘渔船，年捕鱼量2000吨，兼营水产冷藏、加工、贩卖和渔具制造，同时扶助当地渔民，最终使得青岛渔业摆脱了日本人的控制。至1936年，青岛港已有渔轮68艘，居山东各港口之首。

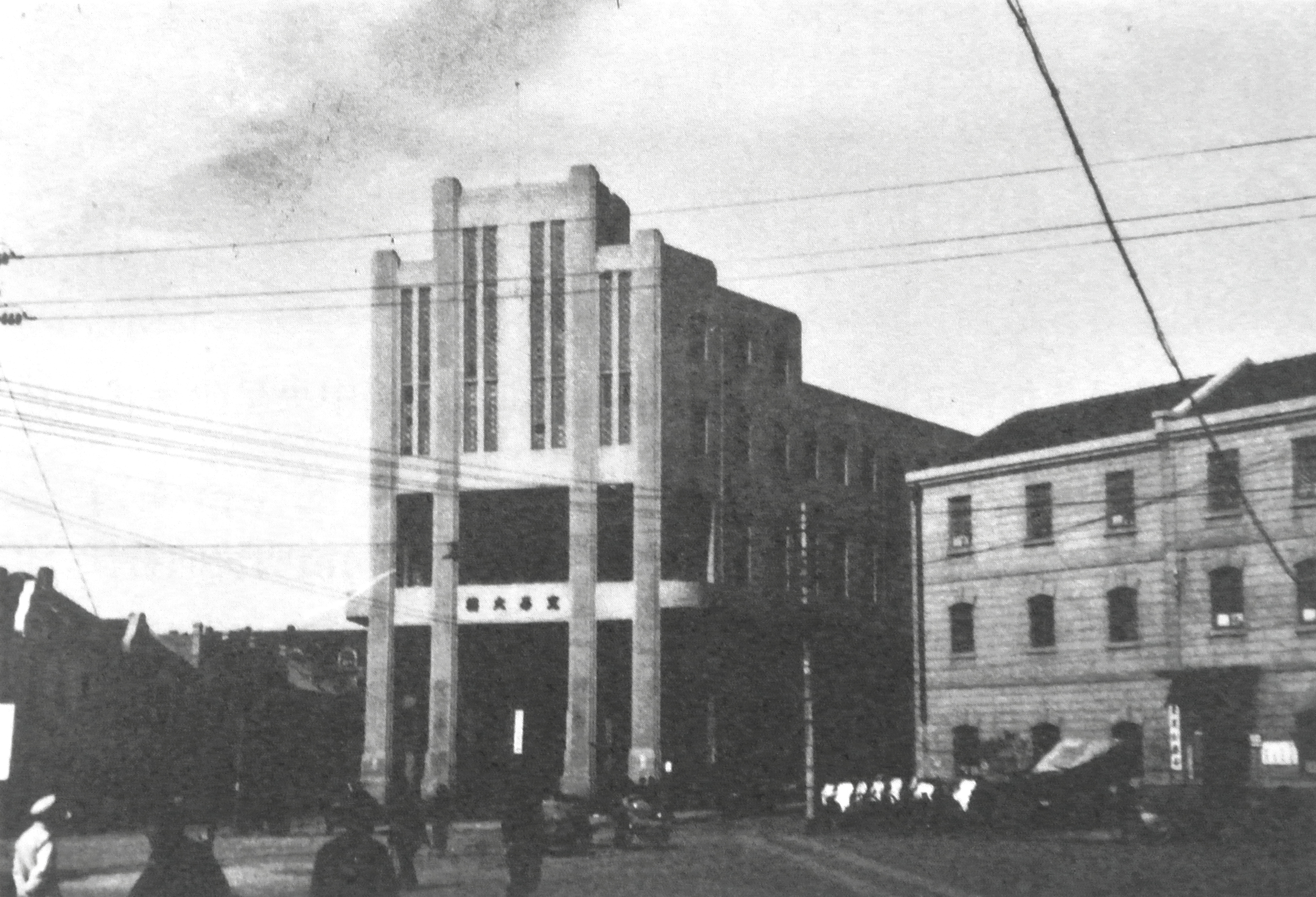
青岛市物品证券交易所

1931年，宋雨亭联合商界建立青岛市物品证券交易所，以对抗长期控制青岛交易市场的日商青岛取引所，并于1933年7月成立青岛市物品证券交易所股份有限公司，由宋雨亭任理事长。筹建期间，宋雨亭曾遭日本人恐吓、威胁，交易场所亦多次被浪人骚扰、袭击。1935年，交易所达到鼎盛时期，成功打破日商控制。后因日商施压、日本驻青岛领事馆与青岛市政府交涉，交易所被迫同意将部分利益让给取引所。
1933年6月，时任东北海军代总司令、青岛市市长沈鸿烈因东北海军三舰叛逃投奔陈济棠一事向国民政府辞职。宋雨亭闻讯后，于6月29日以商会主席名义召集律师公会、银行公会、新闻记者公会等团体及部分商界人士成立“青岛市各界挽留沈市长市民联合会”，宣布一致赞成挽留沈鸿烈，并电请行政院及国民政府军事委员会北平分会表示挽留。7月8日，宋雨亭等召集各团体140个、民众十余万人，在齐燕会馆召开市民大会，宋雨亭作为市民大会主席演讲，对沈鸿烈极尽赞美，市民大会最终决议坚决挽留沈鸿烈、全市市民赴市政府请市长打消辞意、必要时由地方民选市长、继续电请南京、北平挽留。7月17日夜，沈鸿烈离开青岛避居威海，宋雨亭率挽留联合会主席团20余人赴威海“攀辕挽留”。经蒋介石、汪精卫、韩复榘等人劝说，沈鸿烈于7月21日回青复职。此事之后，沈鸿烈对商会更加倚重。据称沈鸿烈甚至与宋雨亭结拜为兄弟。
1933年，青岛市政府为调剂乡村农工金融，创立青岛市农工银行，股本10万元，其中市政府与商会各认交3万元，银行公会认交4万元，5月8日开业，宋雨亭被推选为董事长。同年，因世界经济大萧条影响，中国花生米出口销量大幅下降，青岛行市下跌过半，近百户土产商号濒临倒闭。1934年1月，宋雨亭联系20家富裕商户，集资10万元设立普利股份有限公司，并在中国银行支持下资产抵押150万元，收购滞销花生，以帮助土产商户度过难关。行情好转后还清贷款，尚有数万元盈余，普利公司完成救市事业后即行解散。宋雨亭亦曾涉足慈善事业，如1931年5月任青岛市救济院院长、1932年及1935年两次兼任中华民国红十字会青岛分会会长。

### 抗战时期及晚年
1937年七七事变后，宋雨亭携家眷离开青岛。宋雨亭原本打算投奔沈鸿烈，但因其母病重而未能成行。1938年1月日军占领青岛后，将宋雨亭财产全部查封，并派人游说其出任青岛治安维持会会长。宋雨亭拒绝后遭到追捕，遂辗转多地躲避，后逃往上海，以小本生意维持全家生计。1939年，国民政府曾委任其为山东省临时参议会第一届候补参议员。
1945年抗战结束后，宋雨亭于1946年初回到青岛，受到众多市民欢迎，青岛《平民报》于当年2月5日以《载忠贞光荣归来——工商业领袖宋雨亭氏返青》报导其回青消息。同年1月23日，青岛市政府组织青岛市商会整理委员会，任命宋雨亭为主席，宋雨亭托病不出，遂改由李代芳任主席。至4月末青岛市商会重新成立时，宋雨亭仅接受名誉主席的虚衔。3月20日，宋雨亭召开青岛市物品证券交易所股东大会，成立青岛交易所复业筹备处，意图恢复交易所，但无果而终。4月20日，宋雨亭当选制宪国民大会代表。同年获颁抗战胜利勋章。1947年2月，宋雨亭任官商合办的黄海水产股份有限公司总经理。1951年1月16日，宋雨亭病逝于青岛。